# Aeroport Internacional de Filadèlfia
L'Aeroport Internacional de Filadèlfia (anglès: Philadelphia International Airport) (codi IATA: PHL, codi OACI: KPHL, FAA LID: 
PHL) és un aeroport internacional estatunidenc que dona servei a la ciutat de Filadèlfia, a Pennsilvània, el més important d'aquest estat. És el principal centre de connexions de l'aerolínia American Airlines per al Nord-est dels Estats Units, i per a les connexions transatlàntiques, a més del cinquè de la companyia a nivell nacional. També és un centre de connexions regional de UPS Airlines (l'aerolínia de mercaderies d'UPS) i un centre secundari de l'aerolínia de baix cost Frontier Airlines. Aquesta combinació de trànsit de passatgers i de mercaderies fa que formi part dels aeroports més transitats del món per moviment d'aeronaus.
Des de 1925, la Guàrdia Nacional de Pennsilvània usa el terreny de l'actual aeroport com a aeròdrom de formació. L'any 1927 es va inaugurar oficialment com a Aeroport Municipal de Filadèlfia (Philadelphia Municipal Airport) per Charles Lindbergh, encara que no va tenir cap terminal edificada fins al 1940. Quan es va completar la terminal, a l'est de l'aeròdrom, les aerolínies American, Eastern, TWA and United hi van moure les seves bases d'operacions. El 1945 va esdevenir l'Aeroport Internacional de Filadèlfia quan van començar els vols directes a Europa.